# Běžník zelený
Běžník zelený (Diaea dorsata) je druh pavouka z čeledi běžníkovití. Vyskytuje se převážně v Evropě a Asii. Často žije na okrajích lesů nebo na mýtinách.

## Popis
Samice běžníka zeleného je velká až 6 mm, samec je velký až 4 mm. Samci mají na nohách a na hlavohrudi hnědé skvrny.

## Ekologie
Stejně jako běžník kopretinový dokáže změnit své zbarvení (to ovšem trvá několik dní). Nedospělí jedinci přezimovávají v kůře mrtvých stromů, dospělí se objevují v květnu. Samci nemají, na rozdíl od mnohých pavouků, nebezpečné souboje o samice.